# Браянт (Південна Дакота)
Браянт (англ. Bryant) — місто (англ. city) в США, в окрузі Гемлін штату Південна Дакота. Населення — 471 особа (2020).

## Географія
Браянт розташований за координатами 44°35′24″ пн. ш. 97°28′2″ зх. д. / 44.59000° пн. ш. 97.46722° зх. д. (44.589903, -97.467281).  За даними Бюро перепису населення США в 2010 році місто мало площу 1,36 км², уся площа — суходіл.

## Демографія
Згідно з переписом 2010 року, у місті мешкало 456 осіб у 167 домогосподарствах у складі 106 родин. Густота населення становила 336 осіб/км².  Було 196 помешкань (144/км²).
Расовий склад населення:
| - 99,6 % — білих |

До двох чи більше рас належало 0,0 %. Частка іспаномовних становила 0,4 % від усіх жителів.
За віковим діапазоном населення розподілялося таким чином: 30,0 % — особи молодші 18 років, 45,4 % — особи у віці 18—64 років, 24,6 % — особи у віці 65 років та старші. Медіана віку мешканця становила 34,7 року. На 100 осіб жіночої статі у місті припадало 95,7 чоловіків;  на 100 жінок у віці від 18 років та старших — 92,2 чоловіків також старших 18 років.
Середній дохід на одне домашнє господарство  становив 51 608 доларів США (медіана — 40 893), а середній дохід на одну сім'ю — 58 635 доларів (медіана — 47 500). За межею бідності перебувало 9,7 % осіб, у тому числі 9,3 % дітей у віці до 18 років та 18,3 % осіб у віці 65 років та старших.
Цивільне працевлаштоване населення становило 150 осіб. Основні галузі зайнятості: освіта, охорона здоров'я та соціальна допомога — 16,0 %, роздрібна торгівля — 14,0 %, виробництво — 13,3 %, будівництво — 12,7 %.